# Józef Eder

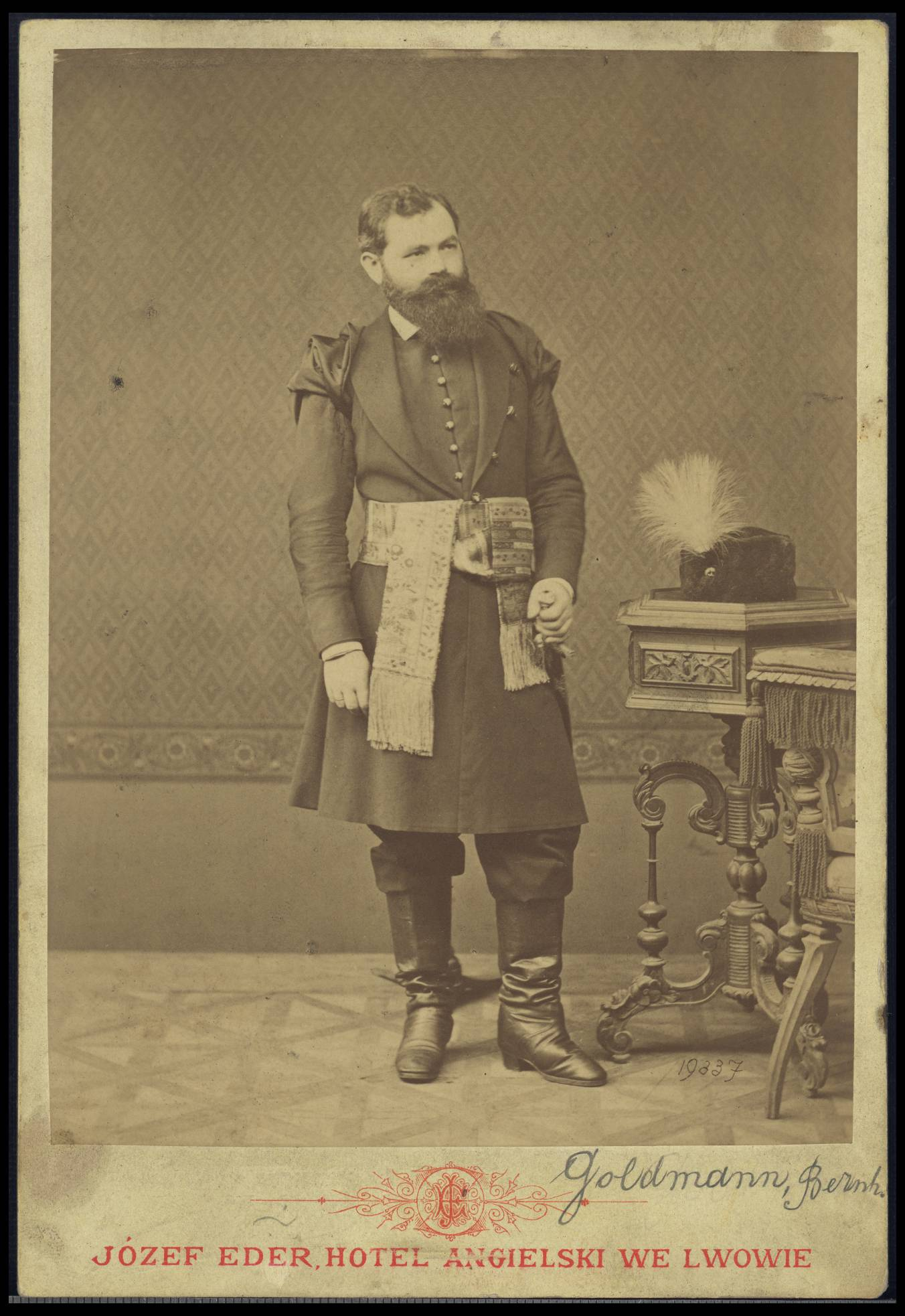
Józef Eder, Bernard Goldman, lata 80. XIX w.

Józef Eder (ur. ok. 1831, zm. ok. 20 września 1903) – polski fotograf, działający głównie we Lwowie.
Od 1861 wraz z Bernhardem Brandem prowadził zakład w Hotelu Angielskim, przy ul. Karola Ludwika 15, z filiami w Jassach i Stanisławowie. Działał on – później tylko pod nazwiskiem Edera – do 1888 r., gdy wyburzono Hotel. W 1890 r. jego syn, Władysław Eder, otworzył wraz z I. Szulisławskim nowy zakład, w Hotelu Europejskim (w lokalu po atelier Edwarda Trzemeskiego), ale współpraca ta nie trwała długo i wkrótce Szulisławski zaczął prowadzić firmę samodzielnie. W 1888 roku Józef Eder otrzymał kartę przemysłową na prowadzenie atelier w Stanisławowie, przy ul. Sapieżyńskiej 9, które po jego śmierci prowadziła od 1913 r. Teofila Eder, a od 1923 także Władysław. 
Józef Eder zajmował się przede wszystkim wykonywaniem portretów; był również autorem zdjęć pejzażowych, dokumentalnych (powstańcy styczniowi), architektury, martwej natury. Fotografował m.in. Lwów (w 1871 r. wydał „Album osobliwości Lwowa”), Przemyśl, Rzeszów. Wykonał także serię zdjęć wszystkich stacji kolei krakowsko-lwowskiej. Brał udział w Wystawie Rolniczo-Przemysłowej w 1877 r. we Lwowie i na wystawie światowej w Wiedniu w 1873, gdzie otrzymał wyróżnienie.
W XIX-wiecznej prasie pisano o nim:
…cieszył się ogromnym powodzeniem i rozgłosem. Był to jedyny zakład, z którego wychodziły najlepsze owego czasu fotografie. Wszyscy fotografowie lwowscy,  nie wyjmując i p. Trzemeskiego, tutaj kształcili się pierwotnie.